# リスーピア
リスーピアは、東京都江東区有明にあるパナソニック株式会社の総合情報発信拠点パナソニックセンター東京内にかつて存在した施設である。『理科と数学（算数）』をテーマにした『体感型デジタルネットワークミュージアム』と謳っていた。2006年8月5日に開館し、2020年12月27日に閉館した。株式会社 乃村工藝社との共同企画で、施設デザインは同社デザイナー木村大太が手がけた。
閉館後には、その展示等は、新たに開設された「リスーピア アーカイブス」サイトにおいてウェブ上で公開されている。また、リスーピアのコンセプトを発展させた施設として、後継のパナソニック クリエイティブミュージアム「AkeruE（アケルエ）」が2021年4月3日に同地で開館した。

## コンセプト
子供たちが理科や数学（算数）の持つ魅力に触れ、興味を抱くきっかけづくりの場を提供することにより、企業市民として技術立国日本のための技術者育成に貢献することを狙いとする。

## 施設概要
- 施設名称：RiSuPia（リスーピア）
- 営業時間：10時～18時（最終入場17時）
- 入場料：高校生以下　無料　大人500円
  - 障害者手帳持参：無料（付き添い1名まで無料）
- 休館日月曜・年末年始（パナソニックセンター東京に準ずる）
- アクセス
  - 東京臨海高速鉄道 - 国際展示場駅徒歩2分
  - ゆりかもめ東京臨海新交通臨海線 - 東京ビッグサイト駅徒歩5分

## 名称
名称の「リスーピア」の「リスー」は「理数」に因み、「ピア」はイタリア語で「広場」を意味する「pia」に因むものである。全体として「理数の魅力にふれ合う場」という意味が込められている。

## 施設構成
施設は2階クエストフロア（215m2 約65坪）、3階ディスカバリーフロア(890m2 約270坪）で構成されている。

### 2階クエストフロア
- クエストギャラリー（10種）
- 光の知究儀
- クエストライブラリー
リスーピア入り口前のアトリウムでは定期的にイベント・ワークショップが開催されている。

#### クエストギャラリー
問いかけ方の展示。原理モデルに触れることにより、子供たちの理解を容易にする試みがなされている。パネルを引き出すとより詳しい解説を得られる。
- 振り子
- ハニカム構造
- 重心とモーメント
- モーターと発電機
- ベルヌーイの法則
- 圧縮空気（ヒートポンプ）
- 放物線の焦点
- 二項分布と正規分布
- サイクロイド曲線
- 回転立体（厳密には原理・法則ではない）

#### 光の知究儀
有史以来の先人たちが成し得て来た理数の偉大な発明・発見の功績が、地理軸・時間軸別にプロットされた巨大な地球儀。現在42名がゆっくりと地球上を浮遊している。操作はスクリーン手前のジョグダイヤルにて行う。対象となる人物が中央に来たタイミングでダイヤルを止めると、その人物がズームアップされ詳細が表示される。イラストは、grapinco大賀光洋・cshool松村慎・apte_planning大月美治が手がけた。

#### クエストライブラリー
28インチタッチパネル液晶ディスプレイを活用したインタラクティブVOD。第二分野を中心とした理科のアーカイブが約100種類・数学パズルが10テーマ約40問用意されている。数学パズル計算用に、カキポン（磁石を利用した筆記具）が格納されているが、そのペンでタッチパネルを押そうとする来場者が多い。特に数学パズルが人気で、5台用意されているにもかかわらず週末（祝祭日）となると15分の利用時間制限がかかる。

### 3階ディスカバリーフロア
- ディスカバリーフィールド（14種）
- ピクチャースポット
- ディスカバリーラボ

#### ディスカバリーフィールド
ディスカバリースコープ（PDA）及び可視光を活用したパーソナルガイドシステムを採用。13の体感型展示近くにある可視光ポールにディスカバリースコープを近づけると、その展示に込められた原理・法則をFlash映像と音声により理解できる他、その応用事例についても知ることができる。利用者毎に異なるエージェント（発見の旅のパートナー）は、展示体験を重ねる毎に大きく複雑に進化していく。キャンプと呼ばれるマップ上では、利用者の展示体験履歴をエージェントが教えてくれる。
- カラーチェンジングボール：色の知覚
- ライトキャンバス：光の三原色
- フォーカススクラッチャー：レンズの特性
- ゾートロープ：残像効果
- ウェーブハーモナイザー：音の知覚
- リップルポンド：波の特性
- マグネットダンス：磁力
- サーモプラント：熱伝導
- マジカルパフォーマンスシアター：立体・π・数・電気・てこ・水
- ミラクルカウンター：確率
- 素数ホッケー：素数の性質
- ビックタングラム
- インタラクティブショウケース：触って理解する公式（サブ）
- ネイチャーマセマティクス：自然に潜む数学（サブ）
- ファンクションシューター：関数（2010年3月open）

#### ピクチャースポット
9種類の背景が選べる来場記念用の無料撮影コーナー。リスーピアWebサイトからアクセスできる。Webサイトには別途9種類のフレームが用意されており様々な組み合わせが楽しめる。撮影された画像は、同一のIDカードで再来館時に再度撮影を行うと上書きされる仕組みとなっている。

#### ディスカバリーラボ
毎日開催している常設のワークショップ。備品や書籍も充実している。

## ウェブサイト（学びのサイクル・知の深化）
リスーピア RiSuPia

ディスカバリーフィールドを見学後に手渡されるお土産用のIDカードを使い、WebサイトのメンバーページからID・PWを入力の上ログインすると、館内で育てたエージェントが現れキャンプ同様に体験履歴をナビゲートしてくれる。メンバーページではディスカバリースコープの復習は勿論、体験した展示テーマについてWebサイト独自のコンテンツによるより深い学習が可能。次回来館時にIDカードを持参すると、前回の続きから体験することができる他、エージェントも進化した状態が引き継がれる。最終アクセスから6ヶ月以上メンバーページへのログインがない場合、体験履歴データやピクチャースポットの撮影データは消失し、ログインできなくなる。

## スマートフォン・アプリ
リスーピアのコンセプトを、世界中の子どもたちにも提供するために、人気アトラクションをiPadアプリとしてAppStoreにて無料配信している。リスーピア3階ディスカバリーフロア内においても展示中。
- Panasonic Prime Smash!：素数ホッケーをiPadアプリ化した公認アプリケーション第一弾。無料。

## 周辺施設
- シンボルプロムナード公園
- 東京ベイコート倶楽部ホテル&スパリゾート
- TOC Ariake
- ホテルサンルート有明
- 東京国際展示場（東京ビッグサイト）
- 東京ファッションタウン
- 東京ベイ有明ワシントンホテル
- 武蔵野大学有明キャンパス